# Bošice zastávka
Bošice zastávka – przystanek kolejowy w miejscowości Bošice, w kraju środkowoczeskim, w Czechach. Znajduje się na wysokości 260 m n.p.m..
Jest zarządzany przez Správę železnic. Na przystanku nie ma możliwości zakupu biletu, a obsługa podróżnych odbywa się w pociągu.

## Linie kolejowe
- 013 Bošice – Bečváry